# My faith (曲)
「My faith」（マイ・フェイス）は、日本の音楽ユニット・day after tomorrowの2作目の映像作品及びシングル。

## 映像作品

### 内容
前作『faraway』から約3か月ぶりの映像作品で、アルバム『day after tomorrow II』と同時発売された。
DVDシングルとして、前述のアルバムの収録曲であり表題曲のビデオ・クリップとメイキング・フラッシュが収録されている。

### 収録映像曲
| #  | タイトル                    | 作詞 | 作曲・編曲 |
| -- | --------------------------- | ---- | ---------- |
| 1. | 「My faith (Video Clip)」   |      |            |
| 2. | 「My faith (Making Flash)」 |      |            |

## シングル

### 概要
- 前作「faraway」から約4か月ぶりにして、アルバム『day after tomorrow II』からのリカットシングル。
- 前作と異なり今作にはリミックスバージョンは未収録で、表題曲と収録曲数は11曲あるが、内訳としては表題曲と表題曲のインストゥルメンタルバージョンの2曲のみとなった。
- 表題曲は中山美穂主演のテレビドラマ『ホーム&アウェイ』の主題歌に使用され、初のドラマタイアップとなった。
- 表題曲でテレビ朝日系列『ミュージックステーション』に2度目の出演を果たした[1]。
- オリコンチャート初登場12位を獲得。シングルとしては初のトップ20入りを果たした[注 1]。

### 収録曲
| 全作曲: 鈴木大輔、全編曲: 五十嵐充、day after tomorrow。 |                             |           |            |      |
| #                                                        | タイトル                    | 作詞      | 作曲・編曲 | 時間 |
| 1.                                                       | 「My faith」                | misono    | 鈴木大輔   | 5:13 |
| 2.                                                       | 「My faith (Instrumental)」 |           | 鈴木大輔   | 5:10 |
| 合計時間:                                                | 合計時間:                   | 合計時間: | 10:23      |      |

#### 解説
1. My faith
2. My faith (Instrumental)
表題曲のインストゥルメンタルバージョン。

### 参加ミュージシャン
day after tomorrow
- misono：Vocals
- 北野正人：Guitar
- 鈴木大輔：Keyboards

support musician
- 五十嵐充：Programming & Keyboards (全曲)
- 加藤薫：Electric Guitar & Acoustic Guitar (全曲)

### タイアップ
- フジテレビ系列月曜9時枠連続ドラマ『ホーム&アウェイ』主題歌 (#1)

### 収録アルバム
- day after tomorrow II (#1)
- elements (#1)
- complete Best (#1)
- single Best (#1)
- Selection Best Album (#1)
- ONE SCENE〜LOVE SO BITTER〜 (#1)
- Dramatic Tunes (#1)
- センチメンタルデイズ 〜アノ頃、夕暮れ、帰り道〜 (#1)
- ドラマと涙 〜あふれる あの頃 あのメロディー〜 (#1)